# Carl Heinrich Herzel
Carl Heinrich Herzel (Pseudonym Carlo; † nach 1850) war ein schlesischer Publizist in Breslau, Provinz Schlesien.

## Leben
Carl Heinrich Herzel entstammte wahrscheinlich einer jüdischen Familie. Er war als Publizist in Breslau tätig und schrieb unter anderem für die Neuen Schlesischen Blätter für Unterhaltung, Kunst und Literatur, deren letzter verantwortlicher Redakteur er 1839 war, sowie für den Planet .
Sein bedeutendstes Werk war das Schlesische Tonkünstler-Lexikon, das er 1846/47 mit Carl Koßmaly herausgab.

## Texte
Von Carl Heinrich Herzel sind bisher diese Schriften bekannt
Belletristische Texte
- Die Bärenhöhle, Erzählungen, Breslau 1837
- Der Kuß, Lustspiel in einem Akt, dessen Manuskript wurde an mehrere Breslauer Theater verteilt (Aufführungen?)
- Bruder Fritz, Theaterstück
- Percival und Griseldis, Libretto für die Oper von Carl Schnabel, Uraufführung 1851 in Breslau (nach dem Drama Griseldis von Friedrich Halm, 1837) Digitalisat

Lexikon
- Schlesisches Tonkünstler-Lexikon, 4 Teile, Trewendt, Breslau 1846–1847, mit Carl Koßmaly als Koßmaly und Carlo Digitalisate